# Vielfach-Zetafunktion
In der Mathematik sind Vielfach-Zetafunktionen (engl.: multiple zeta functions) eine Verallgemeinerung der Riemannschen Zeta-Funktion, definiert durch
{\displaystyle \zeta (s_{1},\ldots ,s_{k})=\sum _{n_{1}>n_{2}>\cdots >n_{k}>0}\ {\frac {1}{n_{1}^{s_{1}}\cdots n_{k}^{s_{k}}}}=\sum _{n_{1}>n_{2}>\cdots >n_{k}>0}\ \prod _{i=1}^{k}{\frac {1}{n_{i}^{s_{i}}}},}
Obige Reihe konvergiert wenn {\displaystyle Re(s_{1})+\ldots +Re(s_{i})>i} für alle {\displaystyle i}, sie kann (analog zur Riemannschen Zeta-Funktion) durch analytische Fortsetzung als meromorphe Funktion auf {\displaystyle \mathbb {C} ^{n}} definiert werden.
Die Werte für positive, ganzzahlige {\displaystyle s_{1},\ldots ,s_{k}} mit {\displaystyle s_{1}>1} werden als Multiple Zeta-Werte (engl.: multiple zeta values, MZVs) bezeichnet. Man nennt {\displaystyle n=s_{1}+\ldots +s_{k}} das „Gewicht“ und {\displaystyle k} die „Länge“ des Arguments.
Die Vielfach-Zetafunktionen wurden erstmals in der Korrespondenz zwischen Leonhard Euler und Christian Goldbach definiert. Euler bewies die Reduktionsformel für {\displaystyle 1<s\in \mathbb {Z} }:
{\displaystyle \zeta (s,1)={\frac {1}{2}}s\zeta (s+1)+{\frac {1}{2}}\sum _{k=2}^{s-1}\zeta (k)\zeta (s+1-k)}.
Zum Beispiel ist {\displaystyle \zeta (2,1)=\zeta (3)}.
Allgemein kann man, wenn {\displaystyle m+n} ungerade ist, die Zweifach-Zetafunktion {\displaystyle \zeta (m,n)} als rationale Linearkombination von {\displaystyle \zeta (m+n)} und {\displaystyle \zeta (k)\zeta (m+n-k)} mit {\displaystyle k\in \mathbb {N} } darstellen.
Eine Vermutung von Alexander Goncharov besagte, dass die Perioden von über {\displaystyle \mathbb {Z} } unverzweigten gemischten Tate-Motiven sich als {\displaystyle \mathbb {Q} \left[{\frac {1}{2\pi i}}\right]}-Linearkombinationen von Werten der Vielfachzetafunktion darstellen lassen. Für den Spezialfall des durch den Modulraum {\displaystyle {\mathcal {M}}_{0,n}} von Kurven des Geschlechts 0 mit {\displaystyle n} markierten Punkten und die relative Kohomologie {\displaystyle H^{l}({\overline {\mathcal {M}}}_{0,n}-A,B-B\cap A)} definierten Tate-Motivs wurde dies zunächst von Francis Brown 2007 in seiner Dissertation bewiesen. Die allgemeine Form von Goncharovs Vermutung bewies Brown dann in einer 2012 in Annals of Mathematics veröffentlichten Arbeit.